# Nancy Swider-Peltz jr.
Nancy Swider-Peltz, Jr. (10 januari 1987) is een Amerikaans schaatsster.
Nancy Swider-Peltz, Jr. werd geboren in 1987 als dochter van Nancy Swider-Peltz, voormalig wereldrecordhoudster op de 3000 meter. In 2003 werd junior op slechts 16-jarige leeftijd betrapt op doping. Ze ging door met schaatsen en vanaf het jaar 2005 rijdt ze mee in het internationale wereldbekercircuit. In de daaropvolgende jaren ontwikkelde ze zich tot een niet onverdienstelijk schaatsster, vooral op de langere afstanden.

## Persoonlijke records
| Afstand    | Tijd    | Datum            | Baan           |
| ---------- | ------- | ---------------- | -------------- |
| 500 meter  | 40,17   | 20 december 2005 | Salt Lake City |
| 1000 meter | 1.17,90 | 31 december 2005 | Salt Lake City |
| 1500 meter | 1.58,73 | 29 december 2009 | Salt Lake City |
| 3000 meter | 4.06,04 | 4 december 2009  | Calgary        |
| 5000 meter | 7.09,12 | 21 november 2009 | Hamar          |

## Resultaten
| Jaar | CK N-Amerika | WK Allround | WK Afstanden                         | Olympische Spelen         | Wereldbeker         | WK Junioren         |
| ---- | ------------ | ----------- | ------------------------------------ | ------------------------- | ------------------- | ------------------- |
| 2005 | 9e           |             |                                      |                           |                     | 9e 4e achtervolging |
| 2006 |              |             |                                      |                           | 36e 3/5km           | 4e 4e achtervolging |
| 2007 |              |             |                                      |                           |                     |                     |
| 2008 |              |             | 5e achtervolging                     |                           | 37e 1500m 37e 3/5km |                     |
| 2009 | Brons        | NC18        | 14e 3000m 15e 5000m 6e achtervolging |                           | 37e 1500m 20e 3/5km |                     |
| 2010 |              |             |                                      | 9e 3000m 4e achtervolging |                     |                     |

NC# = niet gekwalificeerd voor de laatste afstand, maar wel als # geklasseerd in de eindrangschikking,

### Medaillespiegel
| Kampioenschap | Goud | Zilver | Brons |
| ------------- | ---- | ------ | ----- |
| CK N-Amerika  | 0    | 0      | 1     |